# Ahvaz
Pronunciação

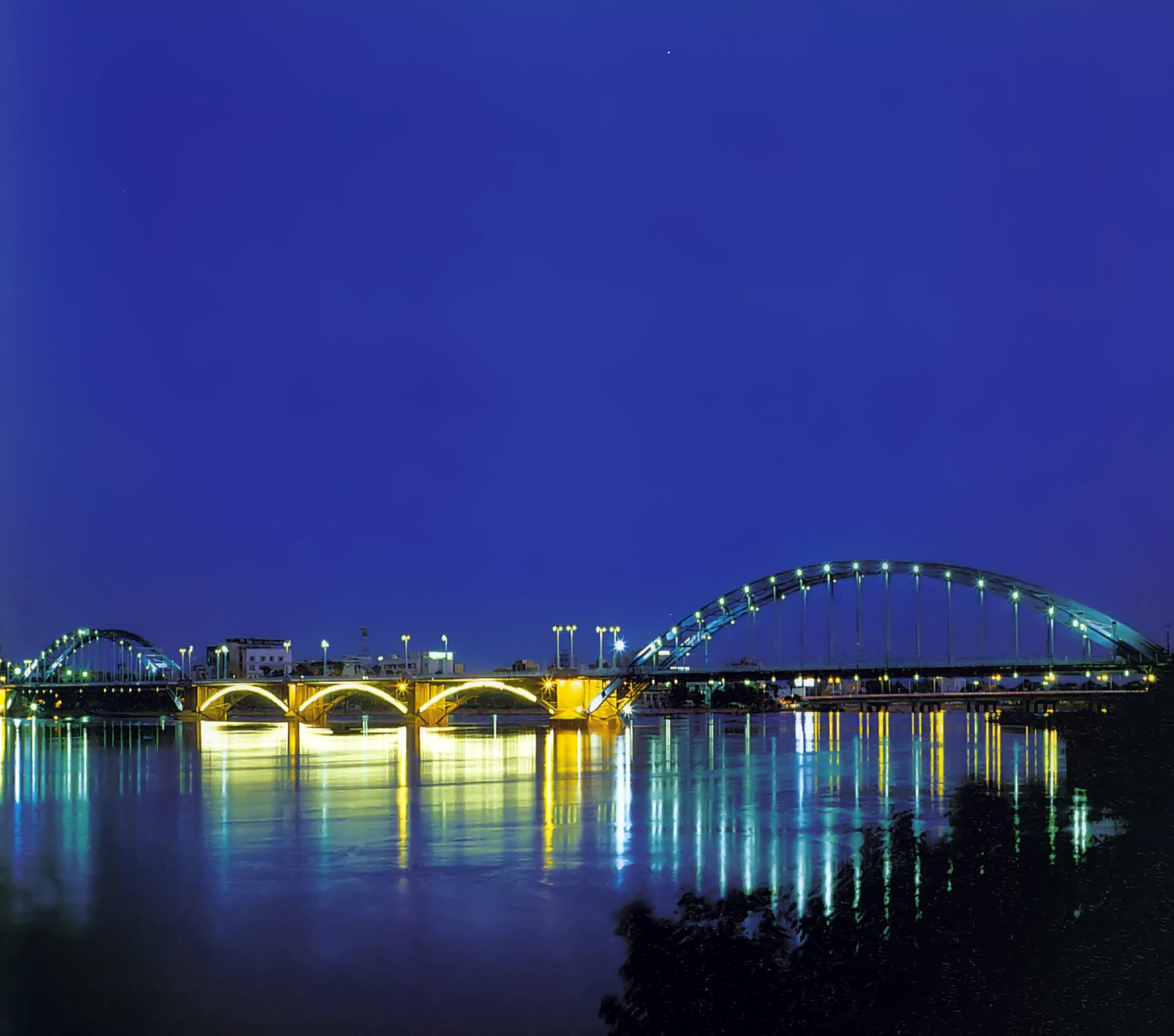
Vista da ponte sobre o rio Karun em Ahvaz

Ahvaz ou Ahwaz é a capital e a maior cidade da província do Cuzistão, no Irão. Localiza-se no sudoeste do país, nas margens do rio Karun. Tem cerca de 683 mil habitantes. É uma cidade muito antiga, mas o seu desenvolvimento recente deve-se à descoberta de petróleo nas suas proximidades no século XX.
É uma das cidades mais quentes do mundo, pois no verão costumam verificar-se regularmente temperaturas superiores a 45 °C, chegando por vezes a 50 °C. No inverno a temperatura pode descer a 5 °C mas nunca neva. O clima é desértico e a chuva muito rara, com uma média de 230 mm/ano.